# 竹田郷

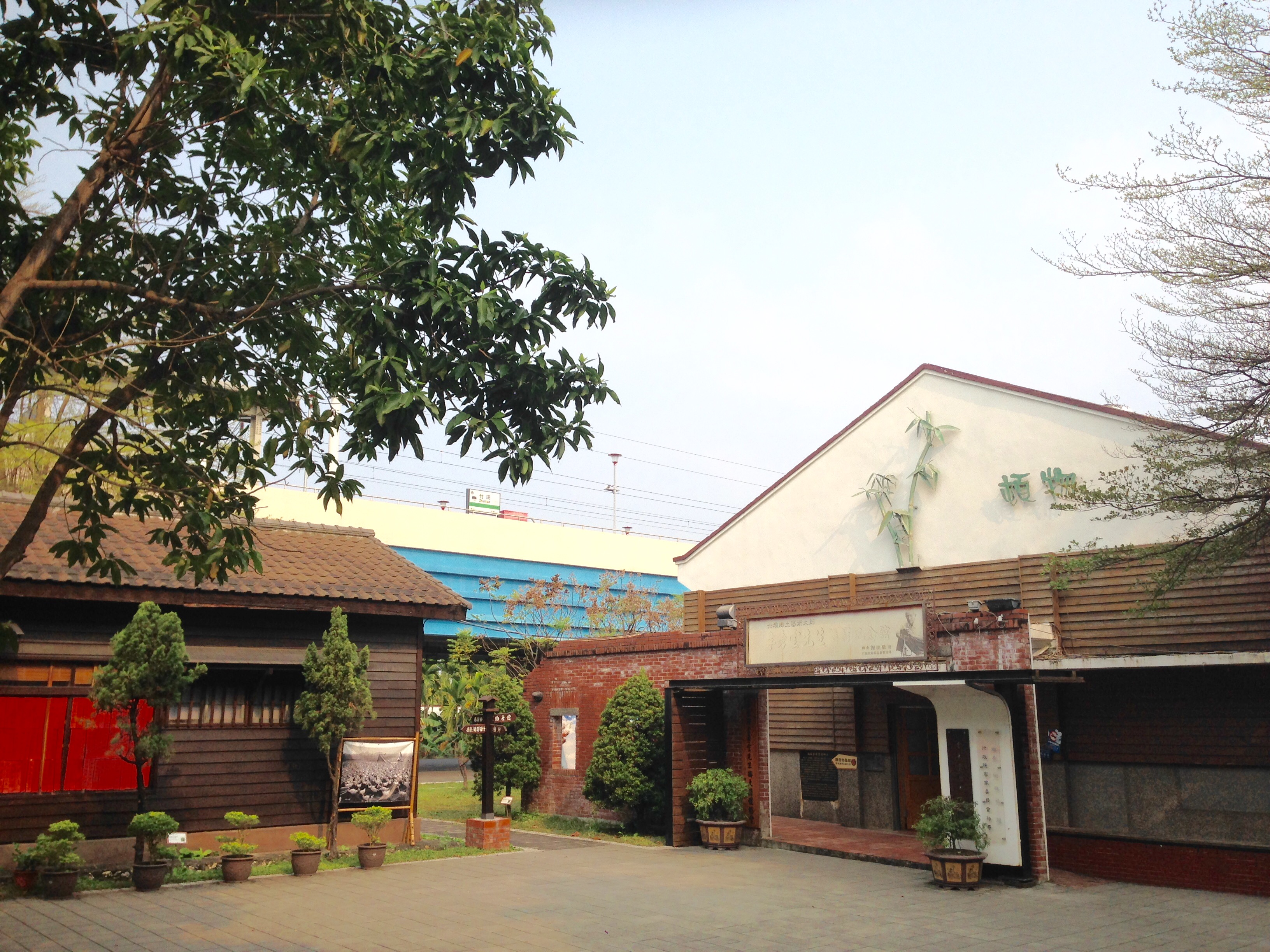
竹田駅園にある李秀雲先生写真記念館と池上一郎博士文庫

竹田郷（ジューティエン/ちくでん/たけだ-きょう）は台湾屏東県の郷。

## 地理

### 地形
竹田郷は屏東県中部に位置し、北は麟洛郷と、東は内埔郷、万巒郷と、西は万丹郷と、南は潮州鎮、崁頂郷とそれぞれ接している。
屏東平原中央部に位置し、郷内を東港渓、隘寮渓の支流が流れている。地勢は平坦である。

### 気候
気候は熱帯モンスーン気候に属している。

### 行政区
| 地区 | 村                                                     |
| ---- | ------------------------------------------------------ |
| 竹田 | 竹田村、竹南村、糶糴村、履豊村、頭崙村、二崙村、美崙村 |
| 西勢 | 南勢村、西勢村、福田村、永豊村                         |
| 泗洲 | 六巷村、泗洲村、大湖村、鳳明村                         |

## 歴史
竹田郷は古くは平埔族下淡水社の居住地であり、旧名を「頓物」と称した。
清代の康熙年間から客家人による入植が開始され、また東港渓と隘寮渓が合流する地理的な条件から、上流地帯で生産される米を東港に輸送する中継地として発達し、また雨季に東港渓が増水し船舶の航行が不可能な際の避難港としても用いられた。そのため客家語で「荷物を積み上げる」という意味の「頓物」と称されるようになった。

### 沿革
- 1920年の台湾地方改制の際、「竹田」と改称され「竹田庄」を設置、高雄州潮州郡の管轄とされた。戦後は高雄県竹田郷とされた。
- 1950年に屏東県に帰属するようになり現在に至っている。

## 政治

### 行政

#### 鎮長
歴代郷長
| 代 | 氏名 | 着任日 | 退任日 |
| -- | ---- | ------ | ------ |

## 対外関係

### 姉妹都市･提携都市

#### 国内
姉妹都市
- 鳳林鎮（花蓮県）
- 池上郷（台東県）

## 教育

### 国民中学
県立
- 屏東県立竹田国民中学

### 国民小学
県立
- 屏東県立竹田国民小学
- 屏東県立西勢国民小学
- 屏東県立大明国民小学

## 交通
| 種別 | 路線名称                   | その他                    |
| ---- | -------------------------- | ------------------------- |
| 鉄道 | 屏東線                     | 西勢駅 竹田駅             |
| 国道 | 国道3号 フォルモサ高速公路 | 竹田JCT                   |
| 省道 | 台1線                      |                           |
| 省道 | 台88線                     | 東西向快速道路 高雄潮州線 |

## 観光

### 観光スポット

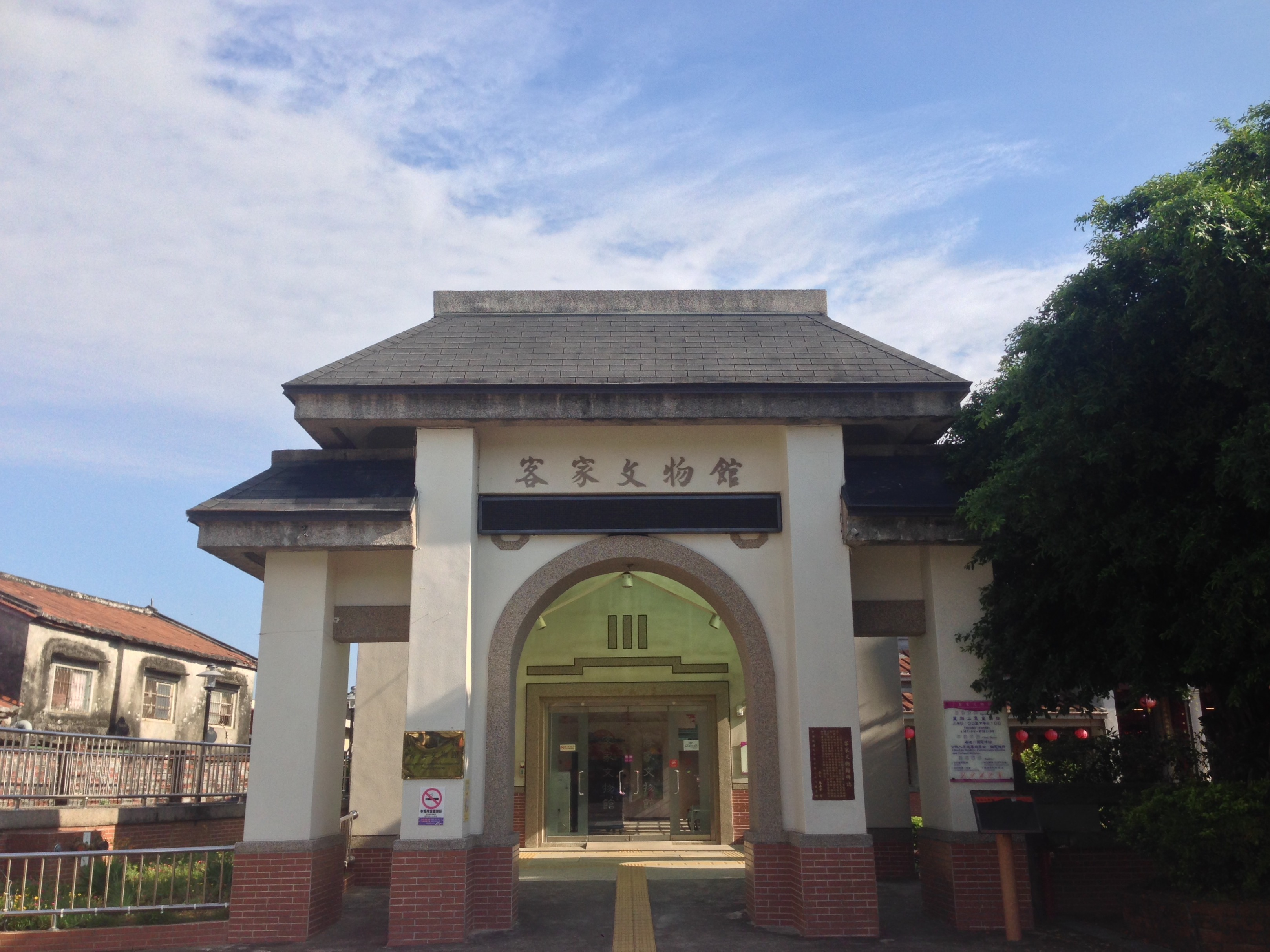
屏東県客家文物館

- 六堆忠義祠
- 屏東県客家文物館
- 竹田駅園
- 張万三祖祠
- 二崙庄敬字亭
- 西勢玉清宮
- 陳家潁川堂
- 二崙村のマンゴー老樹